# Profesionalen Futbolen Klub Belasica Petrič
Il PFK Belasica Petrič (in bulgaro ПФК Беласица Петрич), chiamato comunemente Belasica Petrič o Belasitsa Petrich, è una società calcistica con sede a Petrič, in Bulgaria. Milita nella Vtora liga, la seconda serie del campionato bulgaro.

## Palmarès

### Competizioni nazionali
- Campionato bulgaro di terza divisione: 1

2021-2022

### Altri piazzamenti
- Coppa di Bulgaria:

Semifinalista: 1980-1981
- Seconda Lega (Bulgaria):

Vittoria play-off: 2002-2003